# Pitohui
Pitohui is een geslacht uit de vogelfamilie uit de familie van de wielewalen en vijgvogels (Oriolidae). Er zijn vier soorten Pitohui's (uit dit geslacht) bekend en ze komen voor op Nieuw-Guinea en omringende eilanden.

## Taxonomie
De wetenschappelijke naam van het geslacht is voor het eerst geldig gepubliceerd in 1831 door Lesson. Uit DNA-onderzoek blijkt dat vogelsoorten met de naam pitohui niet allemaal een gemeenschappelijke voorouder hebben en daardoor is het geslacht Pitohui opgesplitst. De fluitoreoica heette eerder kuifpitohui, maar behoort tot een eigen familie, de Oreoicidae. Palaupitohui (Pachycephala tenebrosa), roestpitohui (Pseudorectes ferrugineus), vlekborstpitohui (P. incertus) en zwarte pitohui (Melanorectes nigrescens) behoren tot de familie Pachycephalidae.

## Uiterlijk
Pitohui's lijken op forse merels. De meeste soorten zijn bruin tot zwart getekend. De bergpitohui (Pitohui dichrous) en de noordelijke bonte pitohui (Pitohui kirhocephalus) hebben echter een felrode borst, rug en stuit, en een zwarte kop, vleugels en staart.

## Soorten
De volgende soorten zijn bij het geslacht ingedeeld:
- Pitohui cerviniventris – Raja-ampatpitohui
- Pitohui dichrous – Bergpitohui
- Pitohui kirhocephalus – Noordelijke bonte pitohui
- Pitohui uropygialis – Zuidelijke bonte pitohui

## Voedsel
De vogels zijn alleseters en lijken qua foerageergedrag op gaaien, ze eten onder andere insecten en muizen.

## Giftig
De ornitholoog Jack Dumbacher ontdekte in 1989 dat de bergpitohui een giftige huid en veren had. Uit nader onderzoek bleek dat deze Pitohui als afweer het batrachotoxine bezat, een gifstof die bekend is van pijlgifkikkers uit Midden- en Zuid-Amerika. Bekend is dat de vogels de gifstof niet zelf aanmaken, en men vermoedt dat ze het gif binnen krijgen van giftige kevers die als voedsel dienen. Op deze manier komen ook de pijlgifkikkers aan hun giftige afscheiding. Inmiddels is batrachotoxine ook aangetroffen in de huid en veren van de bonte pitohui en de roestpitohui. Beide soorten zijn echter minder giftig dan de bergpitohui. Het gebruik van gifstoffen als afweermiddel bij vogels was voorheen niet bekend.

## Trivia
Pitohui's staan in Australië ook bekend onder de naam Rubbish Birds